# 1543
1543 (MDXLIII) fue un año común comenzado en lunes del calendario juliano.

## Acontecimientos
- 15 de enero: en el actual El Salvador, se funda la aldea de Apopa.
- 2 de febrero: en las Filipinas, el español Ruy López de Villalobos y sus soldados inician la invasión del archipiélago, bautizado así en honor de Felipe II de España.
- 4 de febrero: en Asunción, se desata un gran incendio que consume al menos tres cuartas partes de la ciudad, la ciudad seguiría ardiendo por cuatro días más.
- 21 de febrero: las fuerzas etíopes y las portuguesas libran la batalla de Wayna Daga contra los otomanos.
- Abril: en Madrid (España), Blasco Núñez Vela es nombrado virrey del Perú.
- 22 de mayo: en Inglaterra, Enrique VIII declara la guerra a Francia.
- 12 de julio: en Inglaterra, Enrique VIII se casa por sexta y última vez con Catalina Parr.
- 25 de julio: en la costa de Galicia, Francia y España se enfrentan en la batalla naval de Muros.
- 6 de agosto: en la costa sur de Francia, la flota franco-otomana pone asedio a Niza.
- 7 de septiembre: Guillermo de Jülich-Cléveris-Berg cede Güeldres y Zutphen a Carlos I mediante el tratado de Venlo.
- Septiembre y octubre: las tropas de Carlos I de España sitian la ciudad de Landrecies.

### Sin fecha
- Persia cae en poder los turcos.
- en Guatemala y Perú se establece la Real Audiencia.
- Felipe II de España se casa con María Manuela de Portugal.
- Llegada de los europeos a Japón.
- Termina el asedio del Castillo Toda.
- La Corona española no aprueba la financiación de un proyecto del inventor Blasco de Garay de propulsar una la galera mediante máquinas de vapor. Esto hará esperar 260 años a la aparición del primer barco de vapor.

## Arte y literatura
- Tiziano: Ecce Homo.
- Martín Lutero: Sobre los judíos y sus mentiras.
- Mikael Agricola: Abckiria.

## Ciencia
- Andrea Vesalio: De humani corporis fabrica.
- Nicolás Copérnico: De Revolutionibus Orbium Celestium.

## Nacimientos

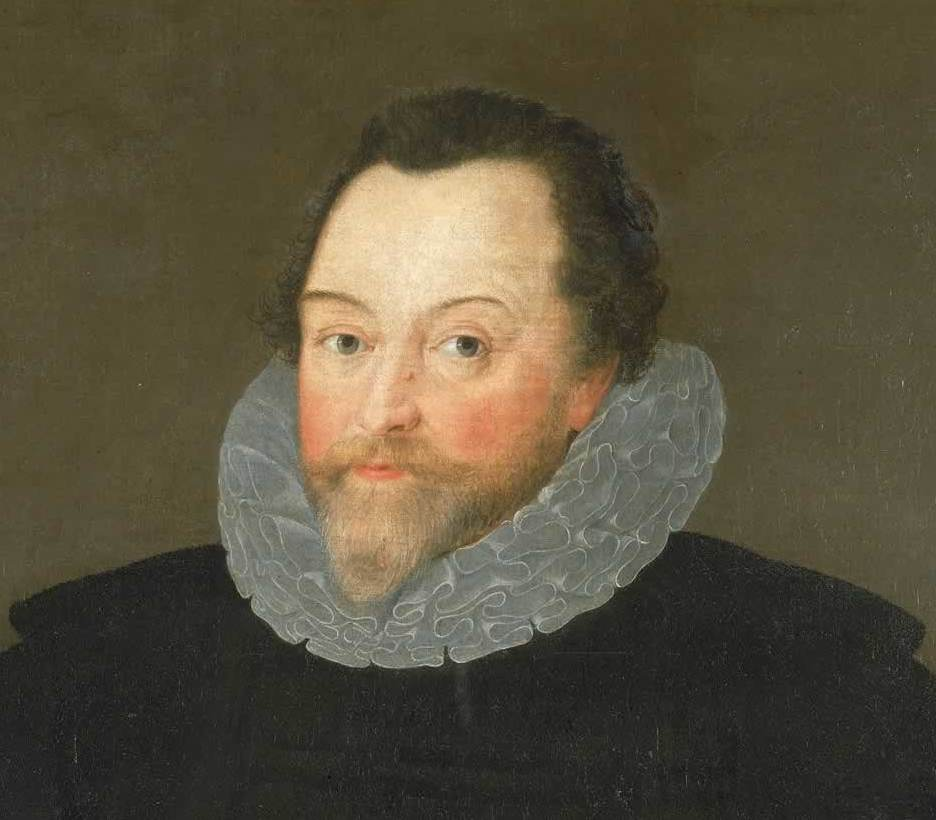
Sir Francis Drake.

- 31 de enero: Tokugawa Ieyasu, guerrero japonés, fundador del clan Tokugawa.
- 16 de febrero: Kanō Eitoku, pintor japonés (f. 1590).
- 18 de febrero: Carlos III de Lorena, aristócrata francés.
- 25 de febrero: Sharafjan Bidlisi, escritor, historiador, poeta y político kurdo iraní, autor del Sharafnama (libro de historia de los kurdos) y emir de Bitlis (f. 1603).
- 8 de noviembre: Lettice Knollys, dama de honor de Isabel I de Inglaterra y esposa de Walter Devereux, Robert Dudley y Christopher Blount.

- Francis Drake, corsario inglés.
- Alfonso Ferrabosco, músico italiano.
- Giovanni María Nanino (quizá en 1544), compositor italiano (f. 1607).

## Fallecimientos
- 3 de enero: Juan Rodrigues Cabrillo, militar y explorador portugués.
- 24 de mayo: Nicolás Copérnico (Mikolaj Kopernik), astrónomo polaco.
- 19 de julio: María Bolena, hermana de Ana Bolena (n. 1499).
- 30 de noviembre: Francesco Granacci, pintor italiano (n. 1469).
- Hans Holbein el Joven, artista alemán.
- Mehmet,(n. 1521) hijo de Sultán Solimán el Magnífico.